# Ranunculus macounii
Ranunculus macounii är en ranunkelväxtart som beskrevs av Nathaniel Lord Britton. Ranunculus macounii ingår i släktet ranunkler, och familjen ranunkelväxter. Inga underarter finns listade i Catalogue of Life.